# Вальдштатт
Вальдштатт (нім. Waldstatt) — громада  в Швейцарії в кантоні Аппенцелль-Ауссерроден, округ Гінтерланд.

## Географія
Громада розташована на відстані близько 150 км на схід від Берна, 4 км на південь від Герізау.
Вальдштатт має площу 6,8 км², з яких на 12,3% дозволяється будівництво (житлове та будівництво доріг), 60,5% використовуються в сільськогосподарських цілях, 26,3% зайнято лісами, 0,9% не є продуктивними (річки, льодовики або гори).

## Демографія
2019 року в громаді мешкало 1817 осіб (+2,5% порівняно з 2010 роком), іноземців було 11,7%. Густота населення становила 269 осіб/км².
За віковим діапазоном населення розподілялося таким чином: 22,1% — особи молодші 20 років, 57,3% — особи у віці 20—64 років, 20,6% — особи у віці 65 років та старші. Було 714 помешкань (у середньому 2,5 особи в помешканні).
Із загальної кількості 980 працюючих 59 було зайнятих в первинному секторі, 577 — в обробній промисловості, 344 — в галузі послуг.